# Empfangsscheinbuch

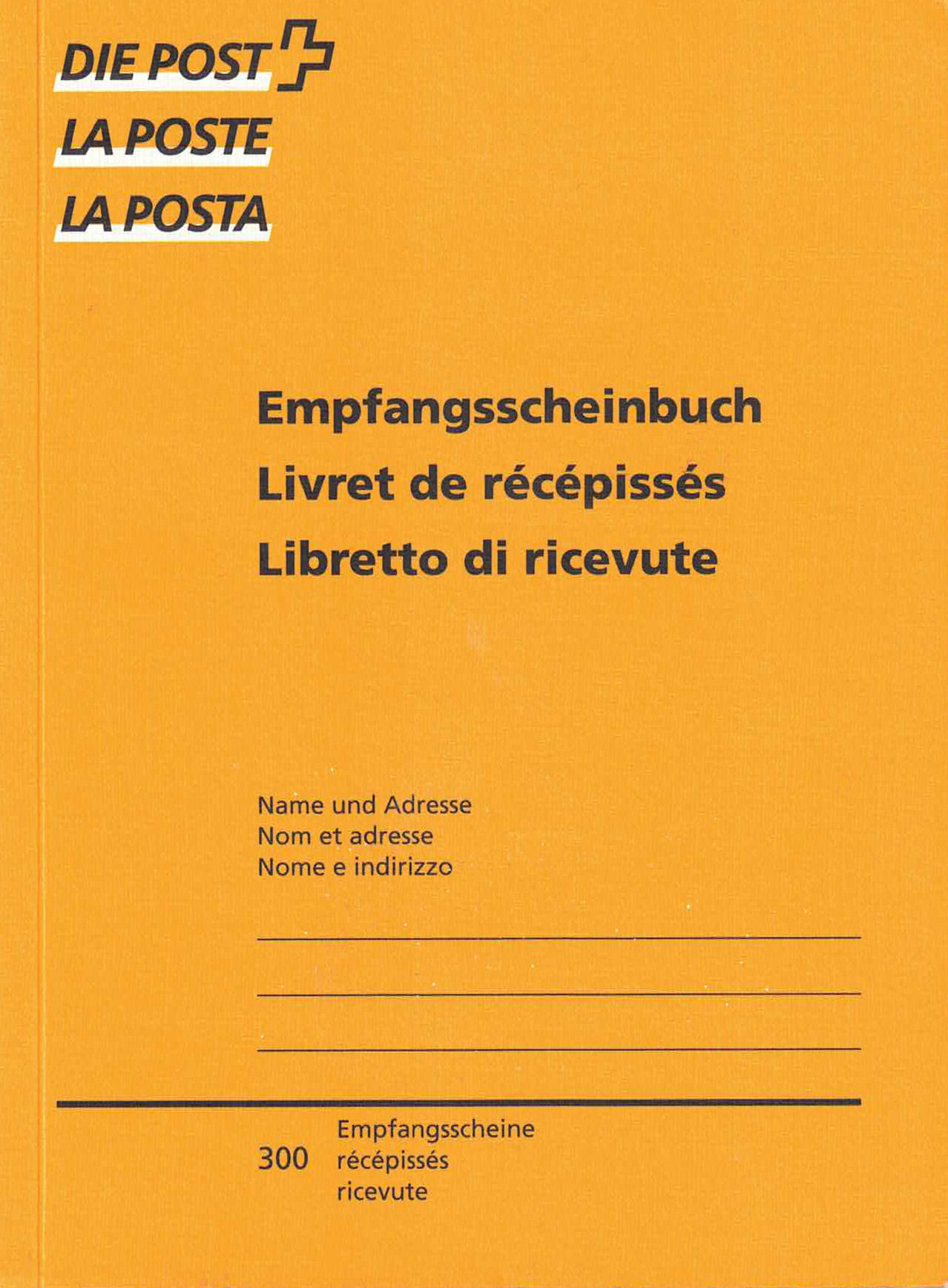
Empfangsscheinbuch von 2020

Das Empfangsscheinbuch ist ein seit 1910 (mit Vorläufern seit 1852) von der Schweizerischen Post herausgegebenes Büchlein, in dem Einzahlungen am Postschalter verzeichnet werden. Wegen seiner Farbe nennt man es auch gelbes Büchlein.

## Zweck
In der Schweiz können Rechnungen unter anderem an den Schaltern der Post bezahlt werden. Die Einzahlungsscheine verfügen über einen abtrennbaren Teil, der vom Schalterpersonal gestempelt wird und den Zahlenden als Beweis der Zahlung verbleibt.
Wenn das Empfangsscheinbuch dem Schalterpersonal mit dem Einzahlungsschein abgegeben wird, verzeichnet dieses die Zahlung im Empfangsscheinbuch statt auf dem Einzahlungsschein. So können die Zahlungsnachweise einfacher gesammelt und aufbewahrt werden.

## Geschichte

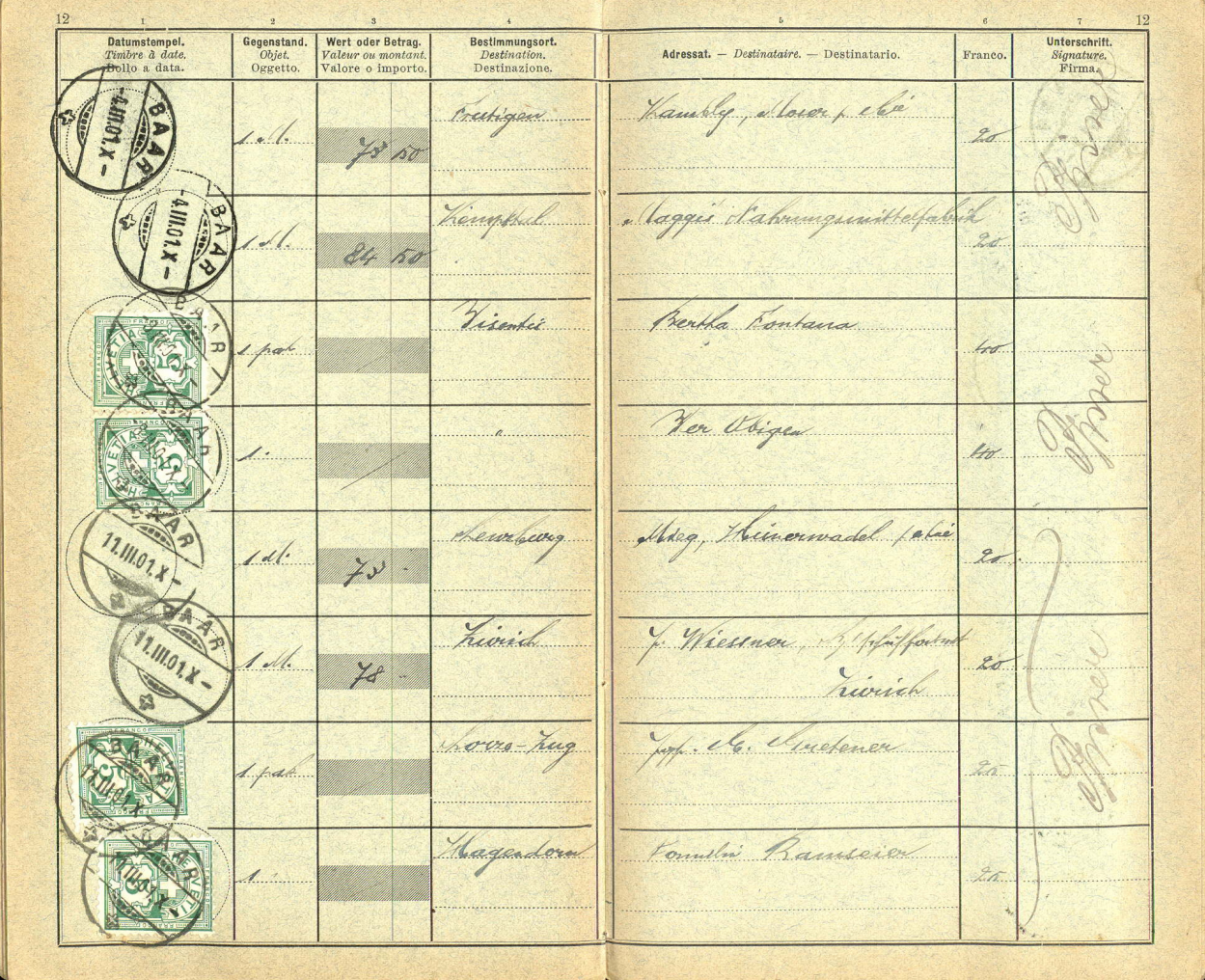
Einträge in einem Empfangsscheinbuch in der Fassung ab 1879

Die Eidgenössische Postverwaltung stellte ihrer Kundschaft seit 1852 «Bescheinigungsbücher» für den Postverkehr zur Verfügung. Diese später als «Empfangscheinbuch» bezeichneten Formularbücher wurden mehrfach angepasst.
In der heutigen Form als Sammlung von Zahlungsnachweisen besteht das Empfangsscheinbuch seit 1910, vier Jahre nach der Einführung des Postcheckdiensts. Die gelbe Farbe erhielt es ab 1924, also noch bevor Gelb 1939 zum Merkmal der Post wurde. Seither wurde es verschiedentlich überarbeitet und an neue Produkte des Post- und Zahlungsverkehrs angepasst.
1999 verkaufte die Post jährlich rund 500.000 Empfangsscheinbücher. Trotz der fortschreitenden Digitalisierung des Zahlungsverkehrs waren es 2020 noch rund 300.000 Bücher. 2020 kostete ein Empfangsscheinbuch mit 300 Einträgen fünf Franken.
Jede zweite Privatperson und jedes vierte Unternehmen, die Einzahlungen tätigen, nutzten 2020 dafür das Empfangsscheinbuch. Rund 200 Millionen der 2019 von Postfinance getätigten rund 894 Millionen Einzahlungen erfolgten am Postschalter. Dies verursacht rund zehnmal höhere Kosten als eine elektronische Überweisung, was die Post mit Gebühren für Einzahlungen am Postschalter auffängt.